# Chiesa della Santa Croce (Castellammare del Golfo)
La Chiesa della Santa Croce era un edificio di culto cattolico ubicato nell'allora via Pozzillo oggi via Giuseppe Verdi di Castellammare del Golfo, in provincia di Trapani.
In questa chiesa operarono le Figlie della Misericordia e della Croce fin quando nel 1981, venne costruito un nuovo istituto in contrada Duchessa e la chiesa venne demolita.

## Storia

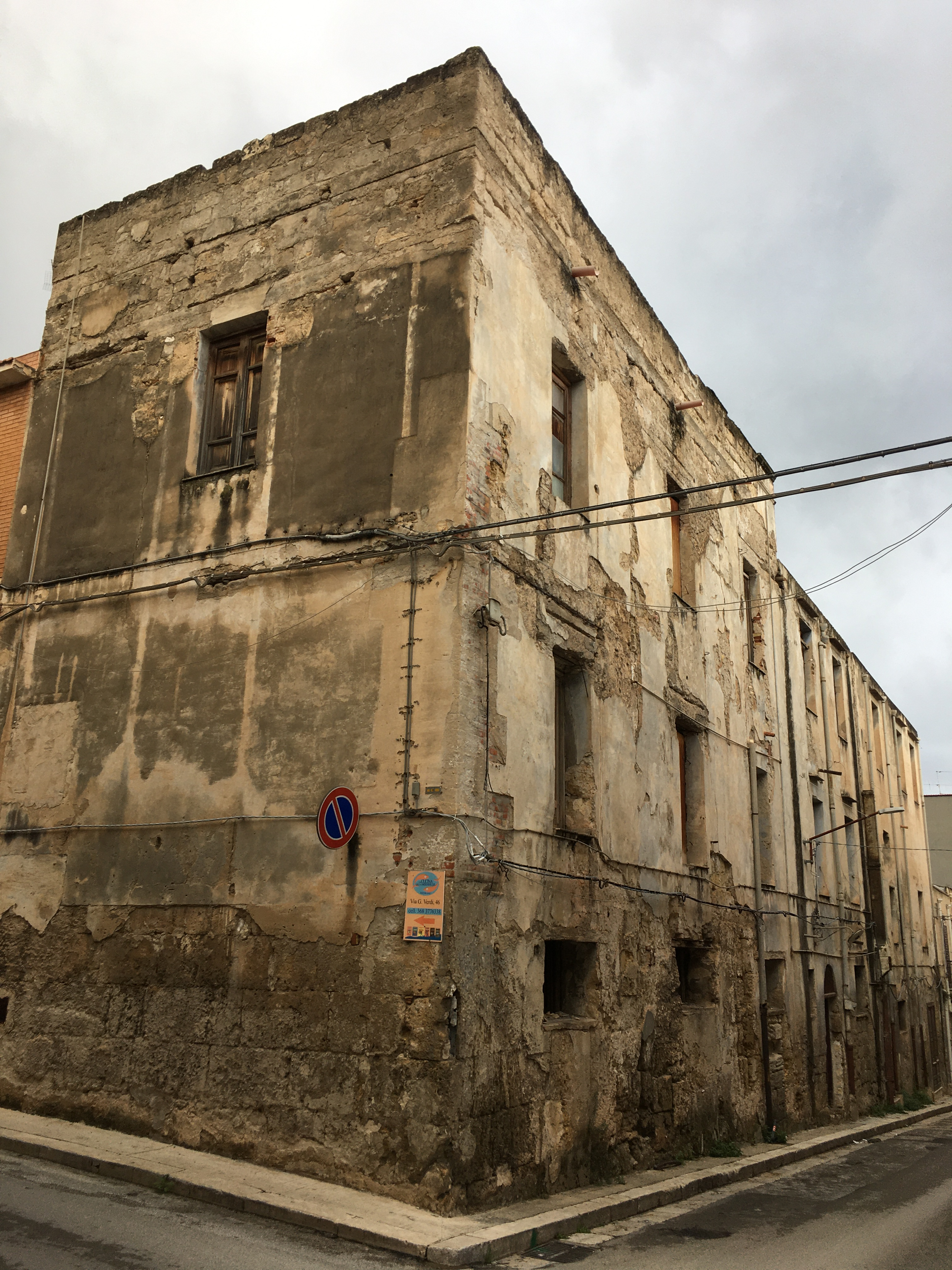
l'antico convento sito in via Trento

Il 13 Giugno 1894, in locali concessi dal cav. Vito Foderà e dal comm. Carollo, sorse un istituto di carità affidato alle Suore di Madre Maria Rosa Zangara per soccorrere le orfane e le ragazze povere del paese. Assieme a questo istituto sorse la Chiesa della Santa Croce, sede religiosa utilizzata da queste suore. In corrispondenza della via Verdi con la via Enrico Toti nel 1894 fu eretta la chiesa che nel 1981 fu abbattuta per allargare la strada e renderla più praticabile al traffico.

## Descrizione
La chiesa presentava un prospetto a capanna con ai lati due torri campanarie. in sommità all'edificio era presente una grande croce in ferro battuto, mentre sotto al timpano vi si apriva una nicchia dove era collocata una statua. Sotto la nicchia si apriva un grande oculo, unica fonte di luce dell'edificio. Il portale era edicolato ed incorniciato da un frontone con spioventi spezzati. L'interno era a navata unico e con un solo altare dedicato alla Santa Croce.